# Leucocelis cincticollis
Leucocelis cincticollis är en skalbaggsart som beskrevs av Moser 1908. Leucocelis cincticollis ingår i släktet Leucocelis och familjen Cetoniidae. Inga underarter finns listade i Catalogue of Life.